# Wixom
La ville américaine de Wixom est située dans le comté d'Oakland, dans le Michigan. Lors du recensement de 2010, elle comptait 13 498 habitants.

## Économie
Le siège social de la société d'optiques militaires Trijicon (en) se trouve dans cette commune.

## Référence
- (en) Cet article est partiellement ou en totalité issu de l’article de Wikipédia en anglais intitulé « Wixom, Michigan » (voir la liste des auteurs).